# Seton River
Der Seton River ist ein 30 km langer rechter Nebenfluss des Fraser River in der kanadischen Provinz British Columbia. 

## Flusslauf
Der Seton River bildet den Abfluss des Anderson Lake. Er verlässt ihn an dessen östlichem Ende und fließt 3 km in östlicher Richtung am Seton Portage Historic Provincial Park vorbei zum westlichen Ende des 22,5 km langen Seton Lake. Dieser Flussabschnitt trug früher die Bezeichnung Portage Creek. Erst am 6. September 1951 erhielt der Seton River seinen heutigen Namen.
Der Seton Lake wurde durch den Seton Dam um 2 m angehoben. Das Wasser des weiter nördlich verlaufenden Bridge River wird seit 1961 im Rahmen des Bridge River Power Project zum Seton Lake umgeleitet.
Unterhalb des Seton Dam fließt das meiste Wasser über den Seton Canal zu einem Wasserkraftwerk am Ufer des Fraser River. Nördlich davon verläuft der Unterlauf des Seton River 4,4 km bis zur Mündung in den Fraser River südlich von Lillooet. 3 km oberhalb der Mündung trifft der Cayoosh Creek, bedeutendster Nebenfluss des Seton River, von Südwesten kommend auf den Seton River. Ursprünglich galt der Seton River als ein Nebenfluss des Cayoosh Creek.
Das Einzugsgebiet des Seton River umfasst etwa 1880 km². Der mittlere Abfluss in Mündungsnähe beträgt etwa 28,6 m³/s.